# Hybomitra fulvotaenia
Hybomitra fulvotaenia är en tvåvingeart som beskrevs av Wang 1982. Hybomitra fulvotaenia ingår i släktet Hybomitra och familjen bromsar. Inga underarter finns listade i Catalogue of Life.